# Victor Carvalho
Victor Adolfo Carvalho e Silva (São Paulo, 21 de fevereiro de 1983) é um alpinista brasileiro.  Oficial de carreira do Corpo de Bombeiros Militar do Estado de São Paulo, formado em Ciências Policiais de Segurança e Ordem Pública pela Academia de Polícia Militar do Barro Branco.
É um dos montanhistas em ascensão no Brasil, tendo dedicado seus últimos anos à escalada em alta montanha, sem também abandonar a escalada em rocha. Em 2012, ao participar do Programa Antártico Brasileiro veio a tomar parte no fatídico incêndio na Estação Antártica Comandante Ferraz, que causou a morte de dois militares brasileiros. Em 2013, conduziu a primeira equipe brasileira e de fora da europa na maior competição de resgate por cordas no mundo (Grimpday), na Bélgica.
No mesmo ano fez a primeira ascensão em solitário de um brasileiro no Pico Lenine (com 7.134m), no Quirguistão, pela rota Kovalev (5A, graduação russa - TD/ED, graduação francesa). O Pico Lenine é um dos picos cuja escalada faz parte do Prêmio Leopardo das Neves.
Paralelamente as atividades de alta montanha, Victor já realizou escaladas técnicas em rocha no maciço do Monte Fitz Roy, patagônia argentina, mais precisamente a Austrian Ridge da "Aguja de la S" (6a+, 55º, 450m), em companhia de Tacio Philip Sansonovski e Jason Schilling, em março de 2010 (fora de temporada), tendo tentado no mesmo período a escalada da rota Fonrouge-Comesaña, 6b+, 400m, na Aguja Guillaumet, porém sem sucesso devido as péssimas condições climáticas. Victor possui ainda centenas de escaladas de menor repercussão em outros locais do Brasil e América do Sul.

## Mídia
Em 2015, Victor Carvalho participou do programa Eu Nunca, da TV Gazeta. Na ocasião o alpinista levou a apresentadora Sophia Reis e o comediante Fernando Muylaert para conhecer a escalada em rocha, no município de Pedra Bela. O programa foi ao ar em 27 de maio de 2015.
No mesmo ano, após longa seletiva, Victor Carvalho foi um dos três brasileiros selecionados para participar do novo programa de sobrevivência do Discovery Channel, chamado Desafio Discovery, ao lado dos ultramaratonistas Raphael Bonatto e Leandro Carvalho. As gravações ocorrerão no México e o programa deverá ser transmitido entre o segundo semestre de 2015 e o primeiro semestre de 2016.